# Chatenay-Mâcheron
Chatenay-Mâcheron – miejscowość i gmina we Francji, w regionie Grand Est, w departamencie Górna Marna.
Według danych na rok 1990 gminę zamieszkiwało 135 osób, a gęstość zaludnienia wynosiła 22 osób/km².